# August Burg
August Burg (* 26. März 1820 in Berlin; † 1. Januar 1882 ebenda) war ein deutscher Industrieller jüdischer Religion.

## Herkunft, Leben
August Burg wurde am 26. März 1820 in Berlin als fünftes von sieben Kindern des conzessionierten Schutzjuden, Geldwechslers und Lotterie-Haupt-Collectors Jacob Moses Burg und seiner Frau Amalie, geborene Sachs, geboren. Die Familie wohnte zu dieser Zeit in der Klosterstraße 32. In diesem Gebiet in Alt-Berlin, unweit der Jüdenstraße und des Großen Jüdenhofs, wohnten viele Berliner Juden. Jacob Moses Burg hatte seinen Laden an den Colonnaden auf der Königsbrücke. Der Großvater von August Burg, Moses Magnus Samuel, war noch in Burg bei Magdeburg geboren, woher die Vorfahren stammten. Die Familie verzog dann nach Berlin, wo sie – Anfang des 19. Jahrhunderts, wahrscheinlich 1812 – den „festen“ Familiennamen „Burg“ annahm. Der sogenannte Judenmajor Meno Burg war der Onkel von August Burg.

## Der Industrielle

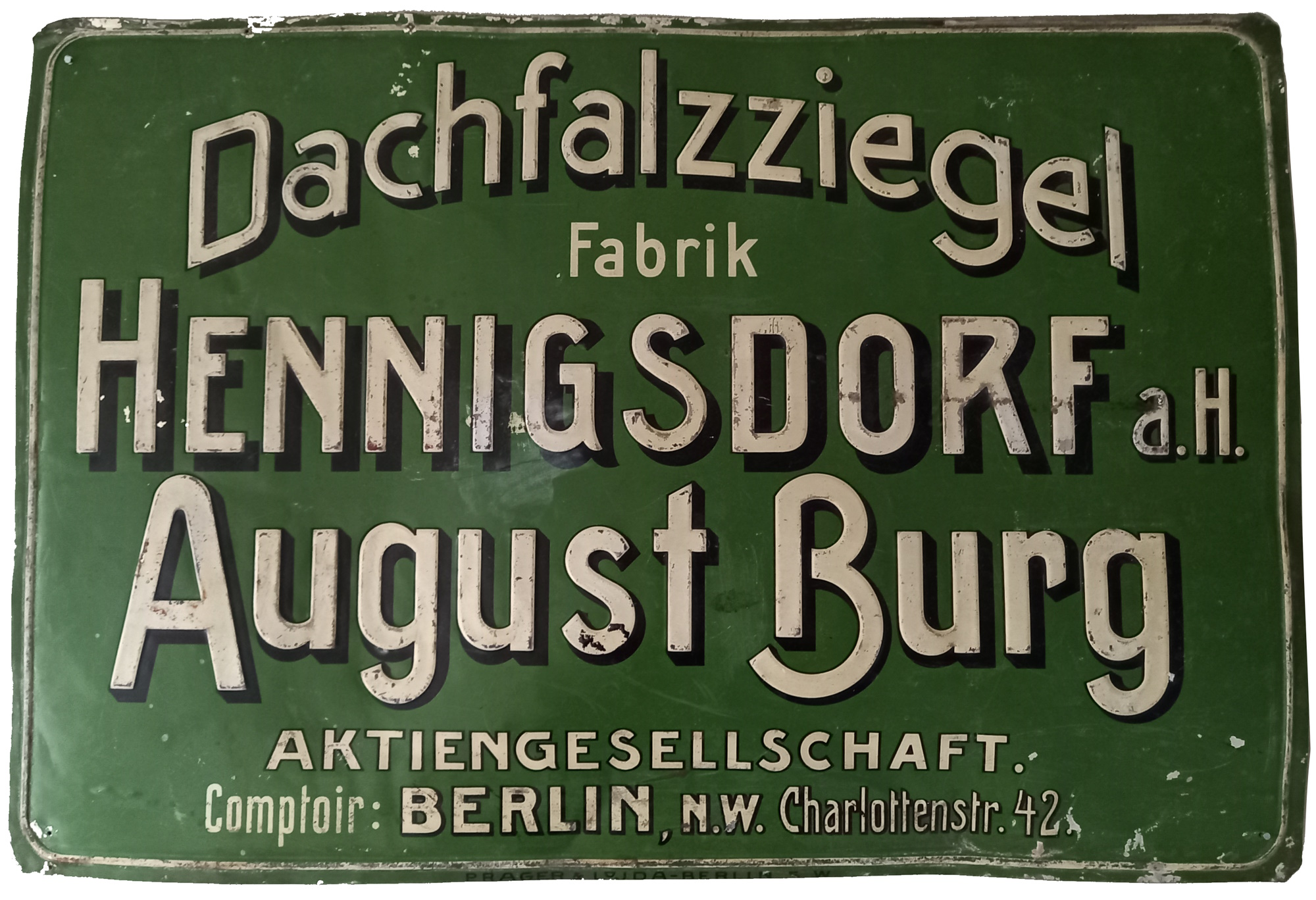
Altes Firmenschild (aus der Dauerausstellung „Dorfidyll – Industriestadt – Lebensort“ der Stadt Hennigsdorf)

Im Berliner Adressbuch taucht August Burg erstmals 1850 zusammen mit seinem jüngeren Bruder Wilhelm Meno Burg als Inhaber einer Tabacksfabrik in der Alexanderstraße 2 auf, in unmittelbarer Nähe zum Alexanderplatz. 1852 wohnte er in der Landsberger Straße 57, der Laden war weiterhin in der Alexanderstraße, alles in fußläufiger Nähe. 1865 steht er als Kaufmann und Cigarren-Fabrikant im Berliner Adressbuch. Durch die Heirat seines jüngsten Bruders Otto Burg mit einer Tochter des jüdischen Getreidehändlers Simon Boehm entstanden Verbindungen zu einer zweiten Berliner Kaufmannsfamilie. Unter anderem durch diese Beziehungen wurde August Burg auch Teilhaber an einer Stearin- und Paraffin-Kerzenfabrik. August Burg wohnte 1879 am Schöneberger Ufer 17 und war jetzt Inhaber des Braunkohlewerkes Bruno-, Antoni- und Valentin-Zeche bei Teplitz in Böhmen. Der Lagerplatz in der Trebbiner Straße an der Dresdner Bahn deutet darauf hin, dass die Braunkohle aus den Gruben in Böhmen mit der Bahn über Dresden nach Berlin gebracht wurde. Braunkohle bzw. Braunkohlegrus war hauptsächlicher Brennstoff für Ziegeleien. Um 1881 kam es so zur Beteiligung an der Ziegelei in Hennigsdorf, Kreis Osthavelland. Nur im Adressbuch des Jahres 1882 wird August Burg als Inhaber der Dampfziegelei und Thonwerk Hennigsdorf a. Havel August Burg genannt.
August Burg starb am 1. Januar 1882. Er war ledig – Nachkommen sind nicht bekannt – und wurde auf dem jüdischen Friedhof Berlin-Prenzlauer Berg an der Schönhauser Allee bestattet.
Die Hennigsdorfer Ziegelei entstand 1866/67, ursprünglich als einzelner Einkammer-Brennofen, und ab 1872 um weitere acht Brennöfen erweitert worden. Der Ton für die Ziegelherstellung wurde in Marwitz gegraben und mittels Pferdebahn ins etwa acht km entfernte Hennigsdorf gebracht. Mit dem Kapital von August Burg, dem kaufmännischen Know-how der Familie Boehm und der Einstellung eines innovativen Betriebsleiters entwickelte sich die Hennigsdorfer Ziegelei ab 1885 zu einem großen Tonwerk und später zu einem der größten norddeutschen Hersteller von Falzziegeln. Im Januar 1899 wurde die Firma Dampfziegelei und Thonwerk Hennigsdorf a. H. August Burg in eine Aktiengesellschaft umgewandelt. Zum Aufsichtsrat der AG gehörten zeitweise der Architekt Wilhelm Cremer und der Baumeister Richard Wolffenstein. Der durch die Auswirkungen des Ersten Weltkriegs in Schwierigkeiten geratene Betrieb wurde 1916 durch die AEG übernommen. Nördlich des Tonwerks entstand eine Pulverfabrik zur Herstellung und Befüllung von Artilleriegranaten sowie das Stahl- und Walzwerk Hennigsdorf. Die Dachziegelproduktion wurde noch bis in die 1920er Jahre fortgeführt, dann eingestellt und das Tonwerk komplett abgeräumt.